# Alek Wek
Alek Wek (Wau, Južni Sudan, 16. travnja 1977.) je južno sudansko - britanski model i dizajnerica.
Često je hvale zbog svog utjecaja na percepciju ljepote u modnoj industriji. Godine 2015. uvrštena je kao jedna od 100 žena BBC-a.

## Rani život
Alek je rođena u Wauu u Sudanu (sada Južni Sudan ), u dvosobnoj kući bez struje i tekuće vode, i sedmo je od devetero djece u obitelji iz naroda Dinka. Njezina majka Akuol (rođena 1946.) bila je domaćica, a njezin otac Athian (1933. – 1985.) bio je službenik za obrazovanje. Njeno ime navodno znači "crna pjegava krava". Alek je od djetinjstva do 14. godine bolovala od psorijaze.
Kad je 1985. izbio građanski rat u Wauu, obitelj Wek morala je pobjeći od pobunjeničkih i vladinih snaga. Njezin otac, Athian, jednom je slomio kuk u biciklističkoj nesreći, a kuk mu je popravljen metalnim iglama. Duga razdoblja hodanja uzrokovala su infekciju Athianova kuka, a nakon povratka obitelji u Wau, ostao je paraliziran i te je zadobio teško krvarenje. Umro je u rođakovoj kući u Khartoumu. Obitelj je 1991. emigrirala u UK kako bi pobjegla od građanskog rata.

## Karijera

### Počeci
Nakon što je s 14 godina stigla u London, Alekini problemi s psorijazom su gotovo nestali. Upisala je London College of Fashion i studirala Fashion Business and Technology. 
Modnu karijeru započela s 18 godina 1995. godine. Alek je 1995. godine na tržnici na otvorenom u Crystal Palaceu u Londonu otkrio modni scout agencije Models 1. Te se godine pojavila u spotu za pjesmu "Golden Eye" Tine Turner, a nedugo nakon toga započela je raditi kao model. Potpisala je za Ford Models 1996. a te se godine pojavila i u spotu "Got 'Til It's Gone" Janet Jackson. MTV ju je 1997. proglasio "modelom godine" i bila je prva afrička manekenka koja se te godine pojavila na naslovnici časopisa Elle.

### Model
Alek je modelirala za mnoge značajne modne kuće. Alek se pojavila na naslovnici američkog, francuskog, njemačkog i južnoafričkog Ellea, te iD -a, Cosmopolitana, Glamoura, Forbes Magazine Africa i Ebony. Također je objavljena u uvodnicima američkog i britanskog Voguea. Godine 2002. debitirala je u filmu The four feathers kao sudanska princeza Aquol. Herb Ritts fotografirao ju je za kalendar 1999. godine s body-paintingom Joanne Gair koji je bio vrhunac Gairove prve retrospektive.
U rujnu 2015. Alek je šetala za Marca Jacobsa na New York Fashion Weeku proljeće/ljeto 2016., a kasnije se pojavila u kampanji za proljeće ljeto 2016. U svibnju 2016. modelirala je četiri naslovnice posebnog izdanja brazilskog časopisa Elle.

### Javni imidž
Tamnoputi modeli bili su rijetki, ako ne i nepostojeći, u industriji visoke mode. Kao rezultat toga, Alekin veliki uspjeh proslavile su crne žene diljem svijeta. Oprah Winfrey komentirala je da bi "da je Alek bila na naslovnici časopisa dok sam odrastala, imala bi drugačiji koncept tko sam". U govoru o ljepoti i percepciji sebe, kenijska glumica Lupita Nyong'o izjavila je da je bila samosvjesna, nesigurna tinejdžerka prije nego što je Alek vidjela u centru pažnje: "Kad sam ugledala Alek, nehotice sam ugledala odraz sebe što nisam mogla poreći. Sada sam se osjećala više viđenom, više cijenjenom od strane udaljenih čuvara ljepote ".

### Dizajniranje torbica
Alek također dizajnira niz dizajnerskih torbica pod nazivom "Wek 1933", koje su dostupne u odabranim robnim kućama Selfridges. Ime se odnosi na godinu rođenja njezinog oca. Njena inspiracija za dizajn došla je od aktovke od mesingane kopče koju je nosio njezin otac.

## Kampanja
Alek je od 2002. savjetnik Savjetodavnog vijeća američkog Odbora za izbjeglice, koje pomaže u podizanju svijesti o situaciji u Sudanu, kao i o teškom položaju izbjeglica u cijelom svijetu.
Ona je misionarka za World Vision, organizaciju koja se bori protiv AIDS -a, ambasadorica Liječnika bez granica u Sudanu i posvećuje vrijeme UNICEF -u.
Godine 2007. objavila je autobiografiju pod naslovom Alek: Od sudanske izbjeglice do međunarodnog supermodela, u kojoj je dokumentirano njeno putovanje od djetinjstva siromaštva u Sudanu do modnih pista. 
Godine 2011. pojavila se kao gostujući sudac u šesnaestom ciklusu američkog sljedećeg top modela.
U srpnju 2012. vratila se u Južni Sudan s UN -ovom Agencijom za izbjeglice kako bi istaknula priče o izbjeglicama koje su se vratile sa sjevera i ogromne napore potrebne za izgradnju i stabilizaciju zemlje. Godine 2012. Alek se udružila s Amarulom kao zaštitnim licem njihove kampanje African Originals. 

## Osobni život
Od 2009. Wek je boravila u Brooklynu u New Yorku. Dvanaest je godina bila u vezi s Riccardom Salom, talijanskim graditeljem nekretnina; razdvojili su se 2013. Ona je teta modela Ataui Deng.
 